# ギュンター・マイスナー
ギュンター・マイスナー（Günter Meisner、1926年4月18日 - 1994年12月5日）は、ドイツの俳優。ギュンター・マイズナーとも表記される。
ドイツ映画界のみならず、他のヨーロッパ各国やハリウッド映画にも出演するなど国際的に活躍、ナチスの軍人役を多く演じ、アドルフ・ヒトラーも4回演じた。
ブレーメン生まれ。鋳物工場で働いていたが、空軍に志願し降下猟兵部隊に配属された。芸術に関心があり、1948年にデュッセルドルフで俳優として舞台に立った。
1994年12月5日、撮影現場で心筋梗塞のため死去、68歳。

## 主な出演作品
- 愛する時と死する時 A Time to Love and A Time to Die (1958) クレジットなし
- バベット戦争へ行く Babette s'en va-t-en guerre (1959)
- 死の船 Das Totenschiff (1959)
- 黒教会秘密作戦 Geheimaktion schwarze Kapelle (1959)
- 白い国籍のスパイ Es muß nicht immer Kaviar sein (1961)
- 偽の売国奴 The Counterfeit Traitor (1962) クレジットなし
- 怪人マブゼ博士・恐るべき狂人 Das Testament des Dr. Mabuse (1962) クレジットなし
- 史上最大の列車強盗 Die Gentlemen bitten zur Kasse (1966)
- パリは燃えているか Is Paris Burning? (1966)
- さらばベルリンの灯 The Quiller Memorandum (1966)
- パーマーの危機脱出 Funeral in Berlin (1966)
- レマゲン鉄橋 The Bridge at Remagen (1969)
- 二重スパイ・国際謀略作戦 Hauser's Memory (1970)
- 夢のチョコレート工場 Willy Wonka & the Chocolate Factory (1971)
- 風雪の太陽 Sutjeska (1973)
- オデッサ・ファイル The Odessa File (1974)
- ボルサリーノ2 Borsalino & Co. (1974)
- 蘭の肉体 La Chair de l'orchidée (1975)
- 怪盗軍団 Inside Out (1975)
- さすらいの航海 Voyage of the Damned (1976)
- 蛇の卵 The Serpent's Egg (1977)
- ブラジルから来た少年 The Boys from Brazil (1978)
- ジャスト・ア・ジゴロ Schöner Gigolo, armer Gigolo (1979) クレジットなし
- 戦争のはらわたII Breakthrough (1979)
- アバランチエクスプレス Avalanche Express (1979)
- 気球の8人 Night Crossing (1981)
- J＝P・ベルモンドの エースの中のエース L'as des as (1982)
- 戦争の嵐 The Winds of War (1983) テレビミニシリーズ
- 火山のもとで Under the Volcano (1984) クレジットなし
- マグダレーナ/『きよしこの夜』誕生秘話 Magdalene (1988)
- ロザリンとライオン Roselyne et les lions (1989)
- 月の子ども El niño de la luna (1989)
- ルビー・カイロ Ruby Cairo (1992)
- 時の翼にのって/ファラウェイ・ソー・クロース! In weiter Ferne, so nah! (1993)
- 無伴奏「シャコンヌ」 Le joueur de violon (1994)